# Alte Beringmeer-Kultur

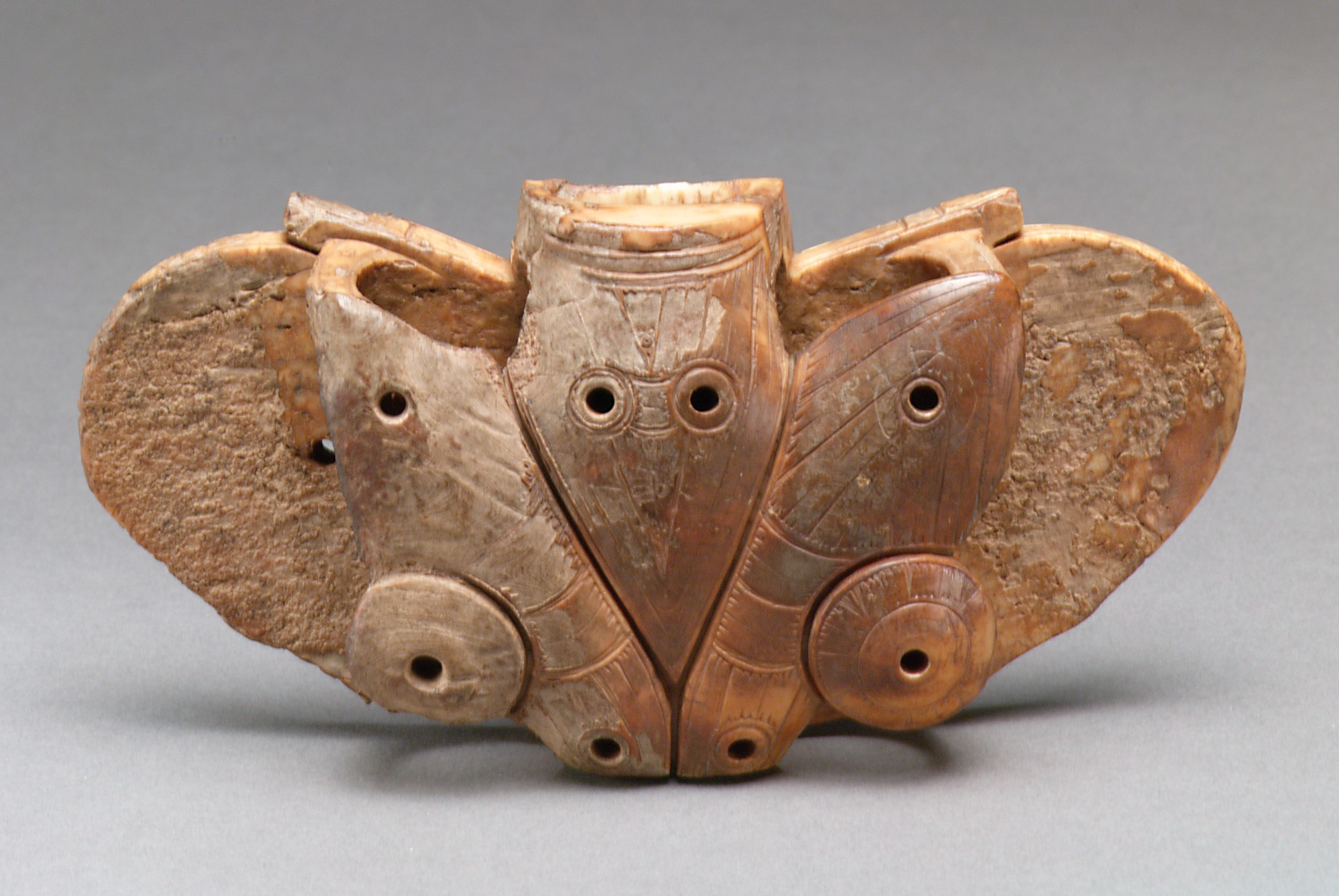
Beflügeltes Elfenbeinobjekt der Alten Beringmeer-Kultur aus dem Metropolitan Museum of Art, New York

Die Alte Beringmeer-Kultur (englisch: Old Bering Sea, abgekürzt OBS) ist eine archäologische Kultur in der Region der Beringstraße. Kein archäologischer Fundort ist weiter als einen Kilometer von der Küste entfernt. Nach Henry B. Collins war die Alte Beringmeer-Kultur die erste Phase der Erkundung des Nordpolarmeeres. Trotz ihres Namens wurden viele Funde auch auf der Tschuktschenhalbinsel entdeckt. Der Zeitraum der Kultur wird von ca. 400 v. Chr. bis etwa 1200 n. Chr. vermutet, wenn man andere Kulturstufen der Eskimo-Kulturen als Früh- bzw. Spätphase einbezieht. Andere Quellen schlagen für die zentrale Phase der Alten Beringmeer-Kultur einen Zeitraum von 200 v. Chr. bis 500 n. Chr. vor, was sich vorerst durch Radiokarbondaten bestätigen ließ. Allerdings sind die Herkunft und die Vorstufen der Alten Beringmeer-Kultur bisher unbekannt.

## Entdeckung
Die Beringmeer-Kultur wurde vom kanadischen Archäologen Diamond Jenness im Jahr 1926 entdeckt, als er verzierte Objekte, wie Waljagd- und Fisch-Harpunen auf den Diomedes-Inseln gefunden hatte. Das Adjektiv alt wurde von dem Archäologen Henry B. Collins hinzugefügt, um sie von neueren Funden in der gleichen Region zu unterscheiden. Anschließend wurden archäologische Ausgrabungen von 1923 bis 1940 organisiert, hauptsächlich auf der Sankt-Lorenz-Insel. In vorzeitlichen Abfallhaufen und Resten von Behausungen wurden viele Gegenstände entdeckt, die aus Walrosszahn geschnitzt wurden.

## Artefakte
Charakteristisch für die Alte Beringsee-Kultur sind verzierte Objekte aus Walrosselfenbein. Die Jagd auf Walrosse, Seehunde und Wale bildete die Lebensgrundlage der Eskimos in der Beringstraße. Ihre Harpunenspitzen, ausschlaggebend für die erfolgreiche Jagd, sind reich dekoriert. Die Form der Harpunenspitzen und die eingeritzten Zeichen und Symbole können zur zeitlichen und geographischen Klassifizierung der Funde beitragen. Bemerkenswert sind die Gegengewichte, ebenfalls aus geschnitzten Walrosszähnen, die den Harpunen einen ausgewogenen Flug sicherten. Sie zeigen eigenartige Tiersymbole und haben verzierte Flügel, die symbolisch die Stabilität des Flugs und die Treffsicherheit gewährleisten sollten. Neben den für die Jagd notwendigen Utensilien wurden auch andere Gegenstände aus Elfenbein geschnitzt. Schlanke menschliche Figurinen, häufig Frauengestalten, werden von manchen Sammlern als Puppen bezeichnet und man stellt sich vor, dass sie ursprünglich bekleidet gewesen sind. Ihr Zweck, vielleicht bei Zeremonien oder dem Begräbniskult, bleibt jedoch im Unklaren.
Die meisten Artefakte der Alten Beringsee-Kultur wurden in Begräbnisstätten gefunden, die sehr viele Exemplare beinhalteten. Sie wurden schon Anfang des 19. Jahrhunderts von nicht einheimischen Walfängern aufgesammelt und als Souvenir mitgenommen. Sie landeten als teure Kunstobjekte in Privatsammlungen und Museen. Die wertvollen Schnitzereien führten Ende des 19. und Anfang des 20. Jahrhunderts in Alaska und auf den Inseln des Beringmeers zu vielen nicht autorisierten Grabungen von Schatzjägern. Dabei wurden Fundzusammenhänge empfindlich gestört.

## Verbreitungsgebiet
Ein Teil des Verbreitungsgebiets der Alten Beringmeer-Kultur liegt auf der Tschuktschen-Halbinsel, auf der über 500 Gräber gefunden wurden. Zwei bedeutende Ausgrabungsstätten befinden sich in Uelen und in Ekven im Norden und Süden der Halbinsel. Weitere Fundorte liegen entlang der Küste der Sankt-Lorenz-Insel und der Diomedes-Inseln. Nur vereinzelt wurden Funde in Alaska gemacht.

## Entwicklungsstufen

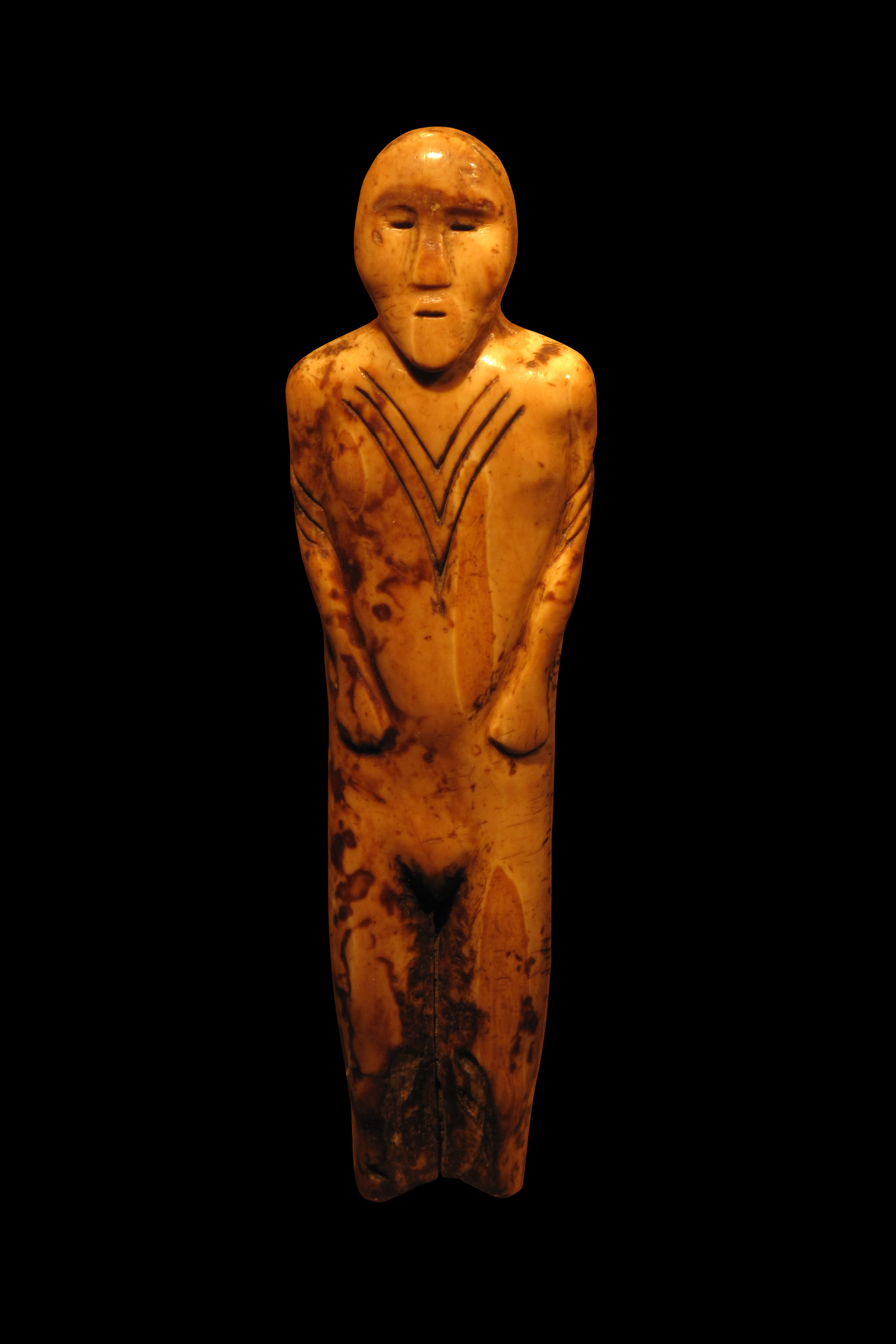
Statuette

Verschiedene Arten von Punkt- und Kreis-Stil wurden von Henry B. Collins im Jahr 1937 definiert. Er basierte seine Definitionen auf Fundstätten auf der Seite des Berges Mayughaaq in der Nähe von Gambell, Alaska, auf der Nordwestseite der St.-Lorenz-Insel. Collins’ Ausgrabungen fokussierten sich auf den Mittelpunkt der Insel mit Resten von Gebäuden und wenigen Gräbern. Ein relativ großer Friedhof wurde kurze Zeit später in der Nähe entdeckt. Verschiedene Steinplatten wurden auch von anderen Archäologen gefunden.

## Ausgrabungsstätten
Ausgrabungsstätten befinden sich meist auf Hügeln und Bergen. Die meisten Funde sind einzelne Gräber und Friedhöfe. Oft verfügen die Fundstücke über umfangreiche Dekorationen mit Holz und Walross-Zähnen. Viele Opfergaben waren auch Grabbeigaben. Eine hierarchische Gesellschaft ist umstritten, aber viele archäologische Funde deuten darauf hin.